# 児島由美
児島 由美（こじま ゆみ、11月13日 - ）は、日本のシンガーソングライター、生田流箏奏者である。奏者としては児島雅月、雅月（まさつき/Masatwuki。生田流の雅号）としても活動している。愛称は「のの」。夫は蟠龍寺スタジオ代表の吉田哲。父親がパナソニック役員で大阪府守口市など引越しが多かったため、札幌から後に埼玉県浦和市（現さいたま市）に移る。大学卒業後は東京都目黒区在住。A型。北海道札幌市出身。

## 経歴・人物
幼少時よりクラシックピアノ、10代から箏を習った。中学の時に当時地元で攻勢を極めていたウラワ・ロックンロール・センターに触発され、バンド活動に誘われてオリジナル曲を作り始める。埼玉県立浦和第一女子高等学校在学中には友人がこっそり応募した「告別式」でヤマハポピュラーソングコンテスト（ポプコン）関東・甲信越大会に参加。この時知り合ったヤマハのプロデューサー木下純に紹介され、明治学院大学法学部入学後、後の活動拠点となる蟠龍寺を訪問した。
1977年、上記の友人の勧めで作った「夢の旅」にて第13回ポプコンつま恋本選会に出場、入賞を果たす。翌年蟠龍寺で知り合ったディレクターの勧めでアルファミュージックとソングライター契約を締結、1979年、第14回ポプコン東京大会で歌った「男の子みたいに」（キャニオン・レコード）にてデビュー。同社のディレクター渡辺有三の下で3枚のシングルと1枚のアルバム『コム・デ・ギャルソン』を発表した後、1982年からフリーランスとなった。その期間は会社の方針でタレント契約となり、田辺エージェンシーの通称タモリ班預かりとなりタレント活動を経験した。
アルバム『W blossom』（MP3.com Holiday chart で NO.1ヒットとなった）発表などのソロ活動に加え「児島由美と三人患者」「ジョネッツ」「コペルニクス」などを結成して演奏活動を広げるほか、谷山浩子の『ネコじゃないもん!』に参加。『ひらけ!ポンキッキ』（フジテレビ）、『街道てくてく旅』（NHK）、セイコーからくり時計などに楽曲を提供し、ソングライターとしても川上麻衣子、ジューシィ・フルーツ、葉山レイコ、西島三重子らに数多くの作品を提供した。
落語家の柳家小ゑんとは、長年に渡ってジョイント活動を続けている。現在はコペルニクスの一員として、福島邦子や田中景子のプロデュースも行っている。
2007年、「千の風になって」のサウンドプロデュースを務める。
長く押井守監督作品の音楽スタッフとしてクレジットを連ねている。2009年には、押井演出による舞台版『鉄人28号』の全作詞を担当し監督のストーリーのインスパイアとなった。2014年にはアニメ作品「機動警察パトレイバー」の実写版映画「TNGパトレイバー」に参加。2012年より2014年まで山木康世のCD制作、コンサートツアー・メンバーとして活動した。宝島社とは著作本の出版などで関わりが大きい。シリーズ『アイドル探偵団』のイメージソング・BGMを担当。チャートインもあり当時の宝島が彼女につけたキャッチコピーは『平成の裏アイドル』だった。
ラジオパーソナリティとしては、『軽音楽をあなたに』（NHK-FM）、『ジャパンポップス最前線』（FM東京）、中波各局の『児島由美の一口ジョッキー』、『ケンとノノのフライングマシーン』（信越放送）などに出演。
テレビでは『パイオニア・ステレオ音楽館』にて小室等と共演した。NHK教育『ホビー百科〜電脳音楽塾』では小泉まさみと共にパソコン講師を務めたことがある。NHK-BS『街道てくてく旅』ではレギュラー出演、『にっぽん木造駅舎の旅』では鉄道の日特集にて出演。NHK『クローズアップ現代』では番組初のピアノ演奏者として生演奏した。2002年より新井満のピアノ伴奏をつとめており、テレビ朝日『ワイド!スクランブル〜山本晋也監督の人間一滴』、TBS『News23〜金曜解放区』、NHK『SONGS』に出演している。
2013年11月1日には、制作に携わった上智大学記念歌「神様のシンフォニー」にて天皇・皇后（現在の上皇明仁・上皇后美智子夫妻）の拝謁に出向いた。
2014年6月6日放送「NHKニュースおはよう日本」では正岡子規の俳句を松山市「ことばのちからの会」と共にピアノ伴奏と合唱を披露した。2015年3月8日よりNHKワールドTV及びNHK BS1で放送中の鉄道番組『Japan Railway Journal』の音楽制作を担当している。
2015年10月10日よりJR北海道・函館本線「大沼公園駅」にて、演奏担当した発着メロディ『千の風になって』が流れた（箏曲バージョン・ピアノバージョンの2つを演奏）。
2016年、蟠龍寺スタジオがテレビ番組の音楽を担当してきたことがきっかけで、ドナルド・キーン・センターの要請で講演会に参加。また『イランカラプテ』によって内閣府の人権キャンペーンソングの制作に携わった。
2017年、奈良県で開催された『なら国民文化祭・障文祭』のテーマ音楽制作に携わりピアノ演奏などを行なった。自身のパフォーマンスとしては練馬区の『ポレポレ塾』にて子供の歌を披露。ヴェンタイン暮フェスに出演。2018年、コペルニ＠クスのユニット活動として、音楽家たちが心置きなくライブ出来るよう『弁天しあた』仕様を開設、演奏や映像編集上映を行なっている。
2020年4月、書きためた雅月（Masatwuki）名義の楽曲をCDにまとめて2作同時リリース、iTunes楽曲配信。
2021年1月、押井守総監督によるシリーズアニメ『ぶらどらぶ』挿入歌担当。6月CDアルバム『のの没』リリース。
2022年、『LENS plus』をLENS名義にて一斉音楽配信。
2023年
- 3月18日、京都芸術大学イラストレーションコースに3年次編入し無事卒業を果たしたため芸術学部の『学士』を得る。
- 10月14日、音楽制作に携わるNHK「Japan Railway Journal」が日本鉄道賞特別賞を受賞（国土交通省褒賞）。
- 11月16日、山口ひとみのCD楽曲制作（作曲）及びデジタル配信、イメージキャラクター設定、アニメーション制作に携わり、川内市国際交流センターにおける15周年記念コンサートに参加。
- 12月29日、弁天しあたにてNHK番組プロデューサーからの依頼で『鉄道ソングLIVE』コーナーに参加、番組挿入曲「True Ability」箏曲演奏。

2024年
- 2月10日、テレ東「モヤモヤさまぁ～ず2」（目黒駅周辺編）出演、「ほえろ！マンモスくん」をピアノ弾き語りで歌う（僧侶：吉田龍雄、ベース：吉田哲、ドラム：吉田龍之助、いずれも吉田家族）。
- 2月17日、朝日新聞・文化欄「青春スクロール」浦和一女高校（18）取材記事掲載。（見出し）「今でも忘れない熱気『あの視聴覚室から私の人生は始まった』」児島由美・インタビュー（デジタル版では途中から有料記事）
- 2月29日、「秩父鉄道『52席の至福』〜西武 旅するレストラン」音楽担当中のNHK「Japan Railway Journal」番組出演。1年間アーカイヴ視聴動画あり（NHKホームページ内）。
- 7月6日、闇月の日に『劇団ヤミツキ準備中』を立ち上げて弁天しあたで公演を行なった。脚本等を担当している。9月15日再演、12月1日第2回公演、21日追加公演。

## 主な楽曲〜シングル・アルバム
ポニーキャニオン（旧：キャニオン・レコード）
- アルバム「コム・デ・ギャルソン」（1979年発売 C25A0034F）
  - A1,男の子みたいに  A2,夢の旅  A3,憧憬  A4,だんだら染めのパラソル  A5,こんなに雨が  A6,ひと夏の片隅で
  - B1,WEATHER TOWN  B2,恋はらせん階段  B3,セクシィ　シェイド  B4,一本の大木  B5,SOME SINGS SWING SONGS  B6,MUSICAL BOX
- 1stシングル「男の子みたいに」（c/w「ひと夏の片隅」）（1979年3月21日発売 F-227）
- 2ndシングル「セクシィシェイド」（c/w「パーフェクトウーマン」）（1979年7月21日発売 F-241）
- 3rdシングル「イエスタディレディ」（c/w「軽々ワルツ」）（1980年発売 7A0004）動物愛護協会イメージソング
- 「ネコじゃないモン!」シングル（原作：矢野健太郎/プロデュース・作詞作曲：谷山浩子）（コミック）（1983年発売 7G0037）＊最高位オリコン21位
- 「ネコじゃないモン!」アルバム（1983年9月発売 C25G0183）

FLAVOUR OF SOUND／BACKYARD-FLAVOUR
- NHK「街道てくてく旅〜四国八十八か所を行く」サウンドトラック（2008年5月28日発売 PUCA-2005 「雅月」名義。邦楽系の名前）

ventain records
- 「放課後は宇宙へゆこう」CDブック/コペルニクス（2017年、四コマ漫画＆CD）
- 「あの日きいたからくり時計」（2017年、後述）
- 「にこいちアイドル工場」CDブック/コペルニクス（2018年、四コマ漫画＆CD）
- 「宙恋時間」同人誌/コペルニクス（2020年、漫画）
- 「Many」雅月（Masatwuki）（2020年）
- 「More」雅月（Masatwuki）（2020年）
- 「のの没 Vol.1」児島由美（NONO-bothu）（2021年）
- 「どこかできいたからくり時計」（2021年、後述）
- 「LENS plus」LENS（2022年）

### 児童向け楽曲
ポニーキャニオン（旧：キャニオン・レコード）
- ほえろ!マンモスくん（ひらけ!ポンキッキ 1983年11月発売 6G0038）＊オリコン『TVまんが・童謡部門』15週連続1位　＊2014年にCD『ベストヒット・ポンキッキーズ』収録リリース
- カッパッパ（ひらけ!ポンキッキ 1985年4月発売 6G0074）
- 月のブランコ（ひらけ!ポンキッキ 1984年10月発売 6G0058）
- エアロビックリ（ひらけ!ポンキッキ 1985年8月発売 LP『ひらけ!ポンキッキ 最新ヒットアルバム ガチョウの物語〜ポンキッキ?たいそう』C20G0402）
- ポンキッキ体操第1〜第4（ひらけ!ポンキッキ）
- たまごまごまご（ひらけ!ポンキッキ）

## 主なテレビ出演
- フジテレビ
  - 「ひらけ!ポンキッキ」（出演・歌）
  - 「らくごin 六本木 柳家小ゑんとジョイント 児島由美と三人患者」
- テレビ東京「小室等のパイオニア・ステレオ音楽館」構成：秋元康（1980年）
- NHK教育「熱中ホビー百科・電脳音楽塾」小泉まさみと共にパソコン講師レギュラー（1997年）
- NHK総合「クローズアップ現代」（ピアノ生演奏）
- NHK BS・総合 夢のSL記念館（演奏）（2007年5月3日）
- NHK BS「街道てくてく旅東海道編〜五街道ファイナル」（演奏）（公開生放送）（2007年11月24日）
- NHK総合「SONGS」〜新井満&俵万智（伴奏）（2007年12月5日）
- NHK-BS「渋谷DEど〜も」テーマ曲の歌と箏弾き語り（公開生放映）（2008年5月3日）
- NHK総合「エコ2008地球」テーマ曲の歌と箏弾き語り（公開生放映）（2008年5月3日）
- TBS「News23」〜金曜解放区〜（演奏）（2008年6月20日）
- NHK「街道てくてく旅・四国八十八か所を行く」テーマ曲の歌と演奏（公開生放映）（2008年10月24日）
- テレビ朝日「ワイド!スクランブル」〜山本晋也の人間一滴〜（出演）
- NHK街道てくてく旅「山陽道編」真形テルコの箏曲伴奏（公開生放映）（2009年5月2日）
- NHK-BS「特集にっぽん木造駅舎の旅」〜ふるさとの駅に思いを寄せて〜大井川鐵道（演奏）（2009年8月15日）
- NHK-BS&ワンセグ「鉄道の日」特集「鉄道フェスティバル」日比谷野外小音楽堂（演奏）（2009年10月10日）
- NHK総合「おはよう日本」正岡子規の俳句で松山の歌を（歌唱、伴奏）（2014年6月6日）
- NHK-BS1、NHK WORLD「Japan Railway Journal」
  - 2015年4月11日・18日鉄道バー
  - 2017年都電荒川線、常磐線
  - 2018年7月20日箱根小田急ロマンスカー
  - 2019年6月28日大阪・阪堺電車の車内ライブ時
  - 2024年2月29日秩父鉄道グルメ紀行〜52席の至福
- テレ東「モヤモヤさまぁ～ず2」（目黒駅周辺編）出演「ほえろ！マンモスくん」熱唱（2024年2月10日）

## 映画音楽・番組音楽
- 「御先祖様万々歳」押井守監督作品（テーマ及び挿入歌作詞）歌：児島由美、古川登志夫
- 「トーキング・ヘッド」押井守監督作品（テーマ作詞）
- 「ミニパト」神山健治監督作品（テーマ「果たし合いかな?」作詞）歌：兵藤まこ
- 「トワイライトQ〜迷走物件」押井守監督作品（テーマ歌「ぐうたらな魚」作詞）歌：兵藤まこ
- 「立喰師列伝」押井守監督作品・第63回ヴェネツィア国際映画祭正式招聘作品、オープニングにて上映（テーマ歌「灰色の花びら」挿入歌「妄想ブギ」作詞）
- 「おろち」鶴田法男監督作品　原作：楳図かずお（挿入歌「またあした」作詞）歌：木村佳乃、谷村美月、中越典子、山本太郎
- 「鉄人28号」押井守監督作品 原作：横山光輝（ミュージカル全曲作詞）歌：南果歩、サンプラザ中野くん、ダイアモンド✡ユカイ、池田成志　NHK放映/劇場公開映画（渋谷ユーロスペース他/ミュージカル〜天王洲 銀河劇場及び梅田芸術劇場シアター・ドラマシティ）
- 「THE NEXT GENERATION -PATLABOR-（機動警察パトレイバー実写版）」押井守監督作品（エピソード0テーマ歌「正しい整備員の歌」）2014年4月5日封切
- 「氷河時代の日本」学術映画　東映　布村建企画作品
- 「ミルクとチョコと七人の天使たち」宮木辰夫監督作品新映（児童劇映画）動物愛護映画コンクール最優秀作品賞/内閣総理大臣賞
- 「陽だまりの家」西沢信孝監督作品（東映アニメ映画/2003年人権啓発・法務大臣表彰）
- 「めばえの朝（あした）」西沢信孝監督作品（東映）（2004年教育映像祭文部科学大臣賞/人権啓発・法務大臣表彰）
- 「旅立ちの日に」西沢信孝監督作品（東映）（2005年教育映像祭優秀作品賞/人権啓発・法務大臣表彰）
- 「この空の下で」小島多美子監督作品（2006年教育映像祭文部科学大臣賞/人権啓発・法務大臣表彰）
- 「夢のつづき」小島多美子監督作品（2007年教育映像祭優秀作品賞）
- 「声を聞かせて」上田真一郎監督作品（東映）（人権アニメ映画/平成21年度文部科学省特別選定/2009年文部科学大臣賞/人権啓発・法務大臣表彰最優秀賞）
- 「ボクとガク〜あの夏のものがたり」上田真一郎監督作品（北九州市/東映）（2010年教育映像祭優秀作品賞受賞/人権啓発・法務大臣表彰最優秀賞）
- 「探梅」（北九州市/東映）上田真一郎監督作品（アニメ映画/平成23年度文部科学省選定/2011年教育映像祭優秀作品賞）
- 「壁の中の少女たち」（アフガン映画）川崎けい子監督作品（文部省選定）
- 「ヤカオランの春」（アフガン映画）川崎けい子監督作品（文部省選定）
- 「悲しみのシアター」（歌：真形テルコ）川崎けい子監督作品（2012年予告編併映）
- 「生まれ来る子へ」（人権映画）越坂康史監督作品（東映）（2013年教育映像祭優秀作品賞）
- 「カラフル」（短編映画）越坂康史監督作品（東映）（2014年教育映像祭優秀作品賞）
- ニッポン放送スーパーステーション音楽
  - 「少年隊の歌が消えた」
  - 「橋本治の枕草子」
  - 「宮沢賢治・やまなし物語、注文の多い料理店」
  - 「フープ博士の月への旅」
- TBS「千代太郎子ども劇場〜グリム童話集」（落合恵子監修）
- 日本テレビ水曜劇場「先生は一年生」主題歌「誰かが遠くで走ってる」主演：榊原郁恵　歌：紙ひこうき（1981年 - 1982年）
- テレビ朝日「OH!エルくらぶ」タイトルロゴ（1986年 - 1997年）
- NHK BShi、NHK総合、NHK BS2「街道てくてく旅」全シリーズ音楽制作スタッフ（番組音楽及び各サウンドトラックCD制作・2005年〜2009年）
- BS-TBS
  - 「ドナルド・キーン先生　日本人となる」中津義人監督作品（2011年）
  - 「ドナルド・キーン 90歳を生きる」中津義人監督作品（2012年）
- 「武装中学生」
  - 野島一成　東都防衛学院校歌「大地よ」作詞 エンターブレイン（2012年）
  - サウンドトラックCD（2013年）
- NHKワールド・NHK BS1「Japan Railway Journal」音楽制作担当（The C-52's名義）（2015年3月8日 - ）
- BS-TBS開局15周年記念特別番組「音楽、オペラそして人生」中津義人監督作品（2015年9月20日）
- 「光射す空へ」（人権アニメ）上村真一郎監督作品（東映）音楽制作及びテーマ歌『サンライズソング～永遠の愛』（詩曲歌）（文部科学賞選定）（平成28年度教育映像祭優秀作品賞/平成28年度人権啓発資料法務大臣表彰優秀賞）
- 「なら国民文化祭・障文祭」テーマ音楽制作（2017年）
- 「メモリーズ・オブ・セレベス」中津義人監督作品
- BS-TBS特別番組「ドナルド・キーンが遺したもの。」（お別れの会上映、ドナルド・キーン・センター柏崎上映中）中津義人監督（2019年4月21日）

## 劇場音楽および舞台出演
- 「蝿の王」（ウィリアム・ゴールディング原作）劇団青年座
- 平凡パンチ・ニューミュージックカーニバル（日比谷野外音楽堂）1979年5月20日
- デビュー・ファーストコンサート（渋谷エピキュラス）1979年7月17日　ゲスト：楳図かずお、桐ケ谷仁
- 明治学院大学学園祭（母校）1979年11月4日　ゲスト：楳図かずお
- 児島由美リサイタル「NONOマシン80」（ファンクラブ『NONOマシン』主催）1980年9月11日（神奈川県民ホール）ゲスト：谷山浩子
- オールナイトニッポン・フレッシュコンサート（九段会館）司会：近田春夫
- 浄土宗青年会コンサート（芝増上寺）1982年5月20日
- 転職考コンサート（乱一世とジョイント）1982年
- リブトゥゲザーコンサート（虎ノ門ホール）
- 児島由美＆三人患者リサイタル「シューリズムの正しい聴き方」（パルコPART3劇場）ジョイント：原マスミ（1984年2月15日）
- 谷山浩子リサイタル・新宿厚生年金会館（1984年12月21日）、大阪厚生年金会館（いずれもリカちゃん人形役で出演）
- 柳家小ゑん独演会（国立劇場、サンシャインプラネタリウム〜現プラネタリウム満天）琴弾き語り（1986年11月30日）またドーム内で児島由美歌のソロLIVEステージあり
- 『ジャパンポップス最前線！」公開録音コンサート（読売ホール）1987年10月19日〜・1988年2月15日〜（各1週間）
- 「蜜の味」（シェラ・デラニー原作）（作詞・生演奏で出演）劇団青年座　1988年9月4日-11日
- 明海大学学園祭（城西歯科大学）ジョネッツで出演　1988年11月5日
- 城南大学ダンパ同好会Xマスパーティ　1988年12月7日
- 「ナンセンス」オフブロードウェイ/青山円形劇場（全曲訳詞及び劇場出演・ピアノ生演奏）1989年2月1日-5日他
- 「麒麟」劇団青杜・古川登志夫原作・出演・演出　新宿シアターアプル上演（2000年）
- ヴェンタインレコード主催夏フェス冬フェス（毎年夏冬）
- 横浜アメリカ山クリスマス子供ショー（2013年12月20日）
- 山木康世「お寺でクリスマス」蟠龍寺スタジオライヴ（2013年12月25日）
- 岡田修30周年記念コンサート（2015年10月11日）原宿クエストホール（箏曲＆歌のゲスト）
- 阿南京子朗読会（2016年4月9日）北青山Z.IMAGINE（ビアノ演奏）
- 石川啄木の日記を読み解く展『啄木オルガン』演奏講演（2016年9月18日）ドナルド・キーン・センター柏崎（演奏・歌）
- ドナルド・キーン・センター柏崎三周年記念講演会（2016年9月19日）柏崎市文化会館アルフォーレ大ホール　ドナルド・キーン講演（『春まだ浅く』合唱と弦アンサンブル編曲）
- 森田学&トロポカ・アイランダーズ（2016年12月20日）中野芸能小劇場（ピアノ伴奏、『トロポカのテーマ』歌唱）
- 練馬区男女共同参画『子育てママのポレポレ塾』歌のお姉さんとしてゲスト出演　講師：山﨑裕美子（2017年5月25日）
- ヴェンタイン暮フェス
  - 2017年12月26日
  - 2018年12月27日『弁天しあた』にて（自身のデビュー曲「コムデギャルソン」とテーマ歌「ランデヴー」）
  - 2019年12月22日『弁天しあた』にて（自身の楽曲「ご先祖様万々歳!」押井守監督作品作品テーマ歌）
  - 2023年12月29日『弁天しあた』にて、番組プロデューサーの要請で鉄道ソングLIVEにて『True Ability』（箏曲演奏）
- 日穏『星の砂』幕間ピアノ演奏（2018年）
- わくよん音楽祭参加「さようなら世界夫人よ」歌唱（2024年11月23日）

## ラジオパーソナリティ
- 児島由美の一口ジョッキー（福井放送）（1979年10月〜2009年3月終了）[1]
- 児島由美のスクランブルタイム（山梨放送）[1]
- ふぇありいはうすへようこそ（西日本放送）
- 軽音楽をあなたに（NHK-FM放送）（生放送）[1]
- ジャパンポップス最前線!（TOKYO FM）[1]
- ラジオゲスト〜谷山浩子のオールナイトニッポン（『黄昏の薬剤師」オンエア）1982年12月2日
- ストーンウェイブ（FM愛知）（世良譲・児島由美）[1]
- ポップスジャッジメント（FMヨコハマ）（島敏光、柳家小ゑん、ジョネッツ）
- ハート・オブ・ネイチャー（FMヨコハマ）
- ケンとノノのフライングマシン（信越放送）（生放送）
- ザ・ウィンドサーフィン（ラジオ日本）
- FMナイトストリート（FM宮崎）（萩原健太・児島由美）
- 『夢に向かってスイッチオン!』（レインボータウンFM）ゲスト 2019年4月21日
- 『林寛子のラブリーアイランド』（八王子FM）ゲスト出演 2019年10月20日、2021年12月27日、2022年1月3日・8月30日・12月26日、2023年1月2日、12月25日、2024年５月６日、9月17日、12月30日

## 展示映像音楽
- 横浜博覧会（横浜マリタイムミュージアム）
- 静岡博覧会（人とくらしの2万年）
- 栃木県立子供科学博物館
- 台北国立博物館
- カナダ交通博覧会「HAIKU」
- 福井県立博物館
- 千葉市立自然動物園
- 市川市水の科学館
- 埼玉県立自然史博物館（パレオパレキシドラ）
- からくり時計
- 青森県弘前市 蓬莱広場 メロディーチャイム（編曲）
- 環境BGV
- プラネタリウム番組「しまじろうのプラネタリウム」「風の神話」（ベネッセ・スター・ドーム）
- 「宝島NIPPONアイドル探偵団」音楽制作およびVol.5出演（宝島社）
- 「丹波哲郎の霊界旅行」（ビクター）
- CDアルバム『啄木オルガン』（石川啄木使用オルガン演奏による録音）（ポニーキャニオン/啄木記念館）
- ドナルド・キーン・センター柏崎

## 楽曲提供
- 桐ケ谷仁「海へ帰ろう」「冷たいままでベイビー」「マリーナは5月」「月のカクテル」
- 朝比奈マリア「ペパーミントの風」
- 伊東ゆかり「孤独な階段」
- C-C-B「Candy」（デビュー曲）「バイバイムーン」
- オレンジ・シスターズ「二人はシーズン・オフ」「思い出は小麦色」（ジャニーズ事務所に所属した最後の女性）
- 川上麻衣子「恋のチェリーボーイ」「ハミングウェイ」「恋してナイト」（日本自転車協会ソング）
- ジューシィ・フルーツ「秘書地の出来事」「セカンドグッバイ」「オシエテアゲル」「恋するプレイキャットAtoZ・OL編）桑田佳祐プロデュース
- サーカス「ローマの平日」
- 若林志穂「ロンリー・シンデレラ」「（So that なので） More than 恋」
- 西島三重子「夜間非行」「サイレント・デイズ」
- 倉沢淳美「グリーンシャワーのお嬢さん」
- 葉山レイコ「オフショアの恋人」（デビュー曲）「ダンスの森は眠らない」「ウィークエンドは片想い」
- 井上和彦「なぜだか不思議」
- 戸田恵子「24才迷い人」「ワンプラスワンで」
- ユミ飛鳥「恋する悪魔」
- アルファベッツ「親近 in the rain」（湯川トーベン）
- ノーラ「トゥインクルノーラ」（歌・作詞）御厨さと美原作（コミック/アニメ映像作品テーマ）
- 小川美潮&はにわオールスターズ「計算ブギ」
- 須藤薫「さよならYESTERDAY」「最後のD.P.E」
- Mash（松岡直也）「パルス」（作詞）
- グローバーワシントンJr「easy loving you」（作詞）
- みなみらんぼう「君にこんにちは」
- 菊池常利「旅の途中」（作詞・作曲）「月からセイハロ」「愛はキャベツ」「類」「恋カゼ」（作詞）
- GINA「空戸」「シーズン教」
- 森田学「神戸慕情」（作詞・作曲）「GONE MUSIC GONE」「踊り子J」「葬春譜」（作詞）「鉱石海岸」「僕のタイムマシン」「サムネイル美女」「ARIKA-在処-」（2ndアルバム作詞）
- 阿南京子CD『行きあたりバッタリ』にて「忘れチャイナタウン」「bloom in the hometown」（作詞・作曲・歌）
- サンプラザ中野くん「犬のように死ね」（作詞）
- ダイアモンド☆ユカイ「有明フェリータ」（作詞）
- 南果歩「くれない劇場」（作詞）
- 西田社中「東京五輪音頭」（作詞）
- 山口ひとみ「オリーブの涙」「ポケット一杯の不幸せ」「恋の切れはし」(作曲)
- ナルト体操（イリュージョン忍者ショーテーマソング）（作曲）
- 森田学CD『モガナリステイション春編』プロデュースと楽曲提供（2022年）「さよなら3月」「桜と共に長い一日」(作曲)「サヨナラの帽子」(作詞)「アンディ」(作詞作曲)、『モガナリステイション秋冬編』「はじまりのカレンダー」「Railway Daddy」（作詞）（2025年）
- 那知南CD『青空〜そら』(作曲)（2023年）

## CM音楽制作
- ロッテアーモンドパイ・ファミリー編
- 日本ラジエター・とっておきの風「恋町あたり」（作詞・作曲・歌）市川準監督作品
- 紀文・ココボーイ（作詞・作曲・歌：クレジット有）
- ニチイ・21日はニチイの日
- いつもそばにネピア　王子製紙
- 羅羅屋のララちゃんランドセル
- バンダイ・ドラゴンボールどんぶり畑
- 東北電力・白い花
- キリンビール・フレッシュキャラバン
- 霧島ハム（Together）（作詞・作曲）歌：ケント・デリカット
- 全農・パールライス（歌）
- カネボウ・銀座シグナス（歌）
- ジョンソン・キッチンクルー（歌）
- 水とりぞうさん（歌）
- 大丸デパート・ほっぺタウン（歌）
- JRトレン太君（歌）
- アフラック・アメリカンファミリー（歌）
- ブルボン・エリーゼ（歌）

## ゲーム音楽
- 「I LOVE ソフトボール」ファミコン・ゲーム（全曲）ココナッツジャパン発売
- 「機動警察パトレイバーかむばっくミニパト」（テーマ歌等）バンダイ発売ソニー・PSPP
- 「ダズロイド」ロドニー・グリーンブラット監督・作曲作品　日本語詞・歌CD-ROM

## 雑誌・コラム連載
- FMファン『児島由美のエフ・マイナー』（共同通信社）
- MCシスターズ（婦人画報社）
- 女性セブン『NONOのこんななの』（小学館）
- くるまにあ「PERSONAL STAGE」「ZOOM UP」（ダイアプレス）
- カーステーション「NONOのミュージックステーション」写真とコラム（ダイアプレス）
- 六本木ケントス『ケントス新聞』コラム連載（島敏光編集長）

## ジャケットデザイン関係
- シンディ・ローパー
  - 「ガールズ・ジャスト・ワナ・ハヴ・ファン」（デビューシングル）ジャケットイラスト
  - 「シーズ・ソー・アンユージュアル」（ファーストアルバム）内ジャケットイラスト及び訳詞
- ユーリズミックス「スイート・ドリームス」ライナーノウツ
- 原マスミ「イマジネイション通信」ライナーノウツ
- マッド・モンゴルズ　CDジャケット写真
- NHK「街道てくてく旅」サウンドトラックCD（四国編、サントラ、山陽道編いずれも）
- 山木康世「北風の荒野にて」「ウスバカゲロウ」「三浦半島波高し」
- 林家時藏「あんな噺こんな噺」その壱、その弐
- 柳家小ゑん「小ゑん千一夜」Vol.1 - 15[3]「本田宗一郎物語」
- 橘家文蔵「千早DUO」「寝床DUO」
- 古今亭菊志ん「指南DUO」
- 橘曙覧「楽しみは」（福井市/橘曙覧記念文学館）
- 良寛&貞心尼の恋歌〜「秋萩の咲く頃」（考古堂書店）
- 新井満「希望の木〜いのちのバトン」「石鎚山」「浦和麗明高校校歌」「大沼岳陽学校校歌」
- 五木寛之「望春賦」
- 新井満&秋辺デボ「イランカラプテ」
- 浄土宗吉水流詠唱CD『雅楽』十二音会
- 浄土宗東京教区CD『和讃六時礼讃』（33E-134）
- 蓮華寺『蓮華寺和讃』
- 山口ひとみ『川内川あらし』『オリーブの涙』
- 岡田修『空へ』『小さなアルバム』『翔』『始まり』（津軽三味線）
- 那知南『青空〜そら』
- 貝殻倶楽部『いいんだよ』

## 著書
- 『いろいろこんにちは』（1988年、扶桑社）
- 『タレントまであと一歩』（1989年、宝島社）ISBN 4-88063-625-8